# バルバドス総督
バルバドス総督（バルバドスそうとく、英: Governor-General of Barbados）は、かつて設けられていたバルバドスの国家元首である国王（イギリス国王が兼ねる）の代理人としての総督である。2021年11月30日に同国が共和制へ移行したことに伴い、国王と共に廃止された。以降は新たに設置する大統領が元首となる。初代大統領には最後の総督となるサンドラ・メイソンが就任した。

## 一覧
| 代   | 氏名                                   | 就任           | 退任           | 備考                           |
| ---- | -------------------------------------- | -------------- | -------------- | ------------------------------ |
| 1    | サー・ジョン・モンタギュー・ストウ     | 1966年11月30日 | 1967年5月18日  |                                |
| 2    | サー・アーレイ・ウィンストン・スコット | 1967年5月18日  | 1976年8月9日   | 任期中に死去                   |
| 代理 | サー・ウィリアム・ランドルフ・ダグラス | 1976年8月9日   | 1976年11月17日 |                                |
| 3    | サー・デイトン・ライル・ウォード       | 1976年11月17日 | 1984年1月9日   | 任期中に死去                   |
| 代理 | サー・ウィリアム・ランドルフ・ダグラス | 1984年1月10日  | 1984年2月24日  |                                |
| 4    | サー・ヒュー・スプリンガー             | 1984年2月24日  | 1990年6月6日   |                                |
| 5    | デイム・ニタ・バロー                   | 1990年6月6日   | 1995年12月19日 | 任期中に死去                   |
| 代理 | サー・デニス・ウィリアムズ             | 1995年12月19日 | 1996年6月1日   |                                |
| 6    | サー・クリフォード・ハズバンズ         | 1996年6月1日   | 2011年10月31日 |                                |
| 代理 | サー・エリオット・ベルグレイヴ         | 2011年11月1日  | 2012年5月30日  |                                |
| 代理 | サンドラ・メイソン                     | 2012年5月30日  | 2012年6月1日   |                                |
| 7    | サー・エリオット・ベルグレイヴ         | 2012年6月1日   | 2017年6月30日  |                                |
| 代理 | フィリップ・グリーブス                 | 2017年7月1日   | 2018年1月8日   |                                |
| 8    | サンドラ・メイソン                     | 2018年1月8日   | 2021年11月30日 | 共和制移行に伴い、大統領に就任 |